# Carl Theodor von Siebold

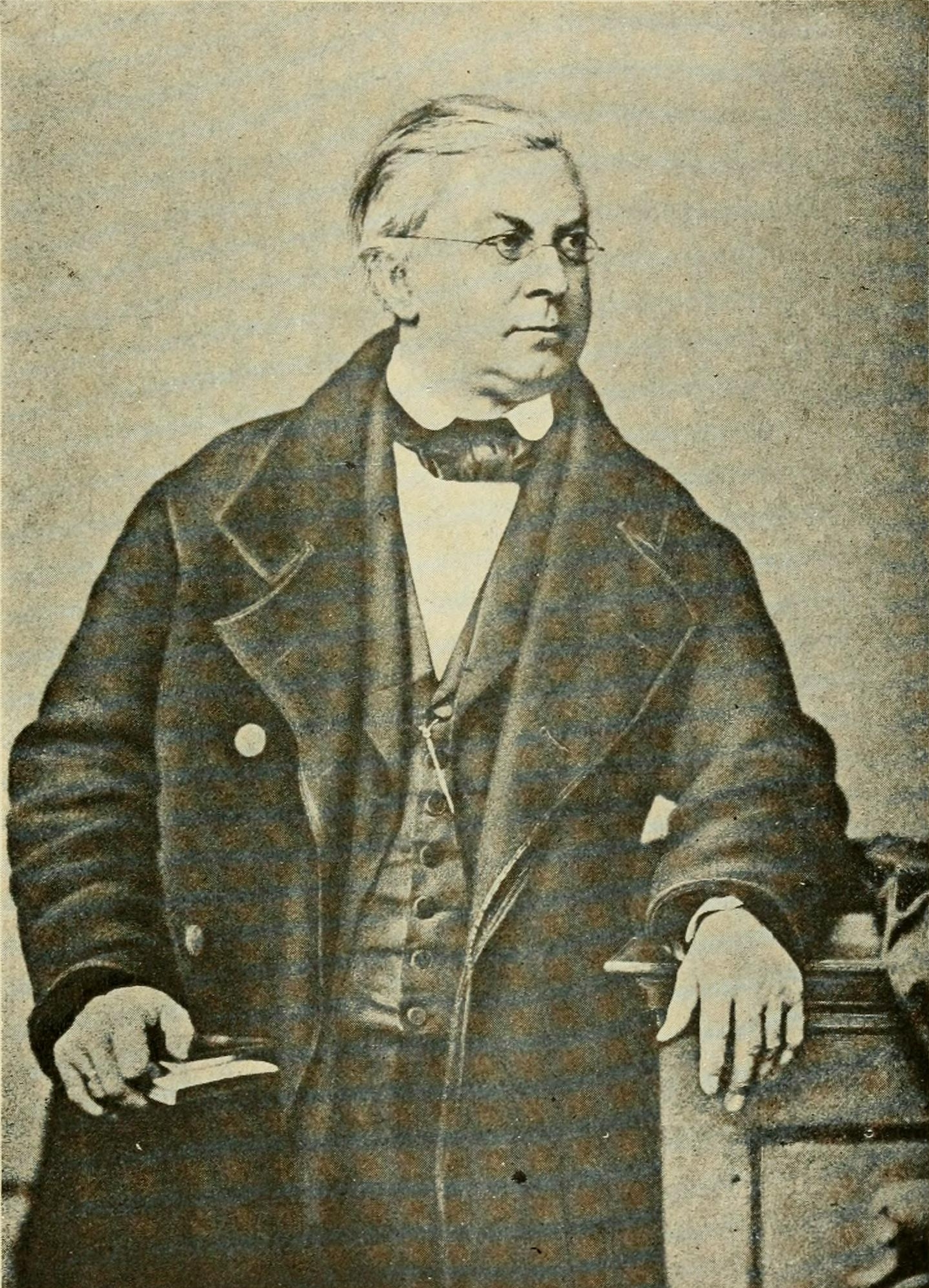
Carl von Siebold

Carl Theodor Ernst von Siebold, häufig nur Carl von Siebold (* 16. Februar 1804 in Würzburg; † 7. April 1885 in München) war ein deutscher Arzt und Zoologe in Freiburg und München.

## Leben
Carl (auch Karl) von Siebold stammt aus einer Würzburger Ärztefamilie. Seine Eltern waren Sophie von Siebold (geborene Schäffer) und Adam Elias von Siebold, sie übersiedelten 1816 von Würzburg nach Berlin. Sein Vater war Professor der Geburtshilfe an der Universität Würzburg. Auch der Bruder Eduard Caspar Jacob von Siebold  (1801–1861) wurde Gynäkologe.
Von 1823 bis 1828 studierte Carl von Siebold Medizin an der Friedrich-Wilhelms-Universität Berlin und der Georg-August-Universität Göttingen. In Göttingen beschäftigte er sich neben der Medizin ausgiebig mit der Zoologie. Seine Dissertation widmete sich der Metamorphose der Salamander.
Er begann als Kreisphysikus im masurischen Heilsberg (1831) und in Königsberg i. Pr. (1834). Als Direktor der Hebammenschule in Danzig begann er sich wieder intensiv mit der Zoologie zu beschäftigen.  Vergleichende anatomische und zoologische Studien an marinen Tieren schlugen sich in etwa 40 Abhandlungen nieder.
Durch Vermittlung Alexander von Humboldts erhielt von Siebold 1840 einen Ruf als Professor für Zoologie, vergleichende Anatomie und Veterinärwissenschaft an die Friedrich-Alexander-Universität Erlangen. 1840 wurde er Mitglied der Leopoldina. 1845 wechselte er auf den Lehrstuhl für Zoologie und Physiologie der Albert-Ludwigs-Universität Freiburg, 1850 als Physiologie-Professor an die Schlesische Friedrich-Wilhelms-Universität Breslau. Er wurde 1853 Ordinarius für vergleichende Anatomie und Zoologie an der Ludwig-Maximilians-Universität München und erhielt im selben Jahr den Bayerischen Maximiliansorden für Wissenschaft und Kunst. 1850 wurde er in die Göttinger Akademie der Wissenschaften, 1853 in die Bayerische Akademie der Wissenschaften, 1854 in die American Academy of Arts and Sciences, 1855 in die Russische Akademie der Wissenschaften in Sankt Petersburg, 1864 in die Royal Society of Edinburgh, 1867 in die Académie des sciences und 1878 in die Académie royale des Sciences, des Lettres et des Beaux-Arts de Belgique gewählt.
Karl Siebold starb 1885 im Alter von 81 Jahren in München.

## Grabstätte

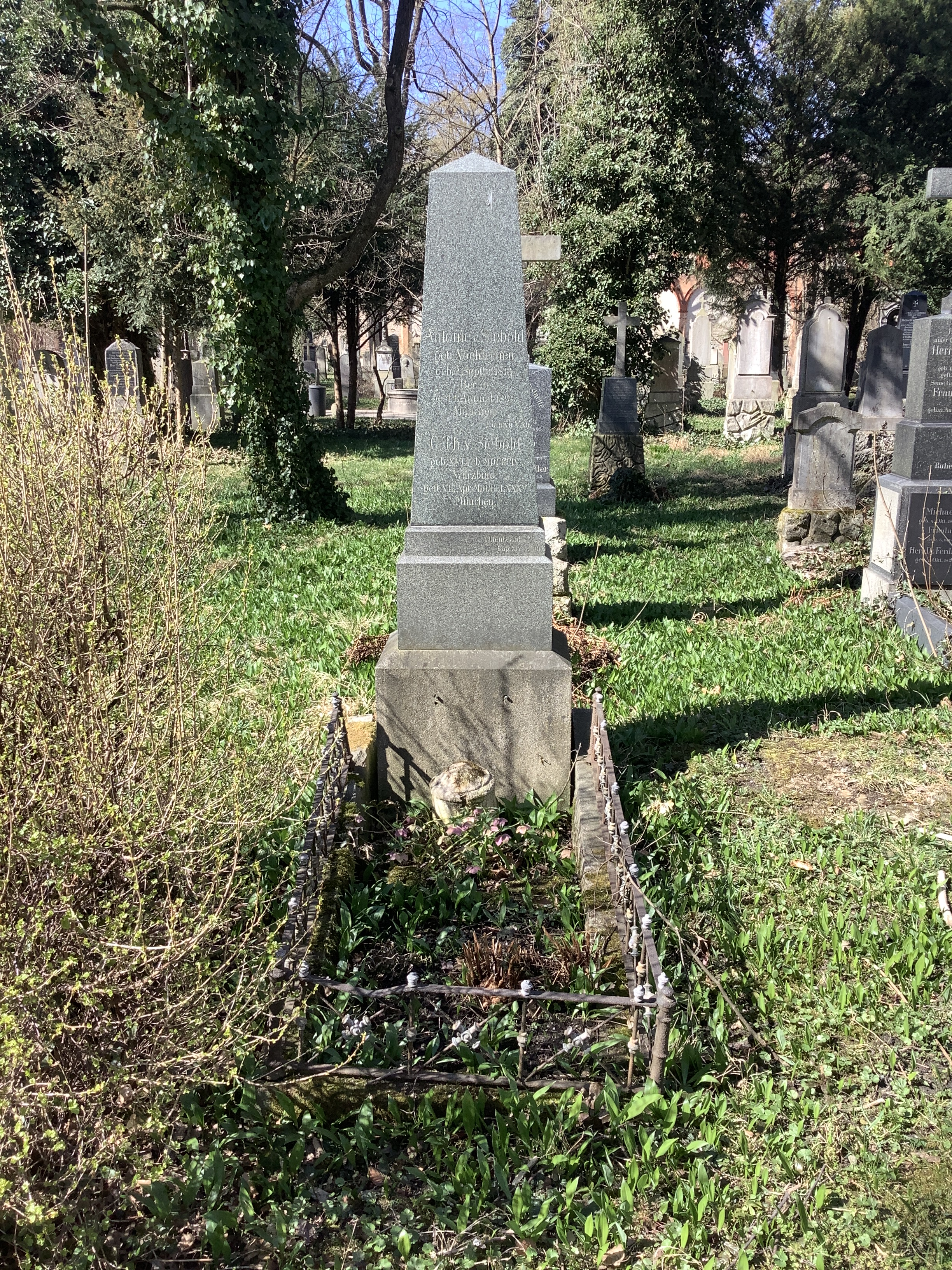
Grab von Karl Siebold auf dem Alten Südlichen Friedhof in München

Die Grabstätte von Karl Siebold befindet sich auf dem Alten Südlichen Friedhof in München (Gräberfeld 37 – Reihe 1 – Platz 1) Standort.

## Familie
Aus der Ehe mit Fanny Noeldechen ging die Tochter Antonie hervor. Siebold war Cousin des Botanikers Philipp Franz von Siebold.

## Namensgeber für Straße
Nach Carl Siebold wurde 1908 (Erstnennung) in München im Stadtteil Obere Au (Stadtbezirk 5 – Au-Haidhausen) die Sieboldstraße⊙ benannt.

## Wissenschaftliche Arbeit
Neben seiner universitären Tätigkeit war Siebold auch Leiter der zoologisch-anatomischen Sammlungen in München, der heutigen Zoologischen Staatssammlung München (ZSM). In seiner zoologischen Forschung beschäftigte sich Siebold vor allem mit den heimischen Süßwasserfischen. So hat Siebold den Streber (Zingel streber), einen strömungsliebenden Donaubarsch, in seinem Buch „Süßwasserfische Mitteleuropas“ 1863 wissenschaftlich beschrieben. Für die Arbeit an seinem Buch legte Siebold eine umfangreiche Sammlung heimischer Fische an. Unter seiner Leitung entwickelten sich die zoologisch-anatomischen Sammlungen von einem „Naturalienkabinett“ hin zu einer wissenschaftlichen Forschungssammlung. Durch seine eigene Forschungsarbeit wurde vor allem die Fischsammlung substanziell vergrößert. Neben einer umfangreichen Sammlung an Fischskeletten baute Siebold eine Sammlung anatomischer Fischpräparate auf, die er für seine Universitätsvorlesungen nutzte.
Ebenfalls unter Siebolds Leitung wurde die vergleichende anatomische Sammlung des Anatomischen Institutes in München, die im Institut für Physiologie untergebracht war, in das Wilhelminum überführt, und mit den zoologischen Sammlungen der ZSM zusammengelegt. Ein Teil dieser vereinten Sammlungen waren der Öffentlichkeit in dem Naturalienkabinett im alten Wilhelminum in der Neuhauser Straße in München zugänglich, das ebenfalls von Siebold geleitet wurde.
Siebold war verdient auch um die Systematik und vergleichende Anatomie der Wirbellosen. Er erkannte die Protozoen als eigenständige Gruppe. Mit Hermann Friedrich Stannius (1808–1883) schrieb er eine umfangreiche „Vergleichende Anatomie“ (1854–1856).
Er begründete das Taxon Arthropoda VON SIEBOLD 1848 in der zoologischen Systematik (und nicht schon Pierre André Latreille), in seinem Lehrbuch der vergleichenden Anatomie, Band 1 (Wirbellose Tiere), 1848.

## Nach Siebold benannte Taxa
Folgende Taxa wurden zu Ehren von Siebolds nach ihm benannt:
- Enhydris sieboldi Schlegel, 1837 oder Siebolds Wasser-Schlange
- Ergasilus sieboldi von Nordmann, 1832
- Lineola sieboldii (Kölliker, 1845) Gerlach & Riemann, 1974
- Pegantha sieboldi (Haeckel, 1879)
- Trichosphaerium sieboldi Schneider, 1878
- Stenostomum sieboldi von Graff, 1878
- Colobomatus sieboldi (Richiardi, 1877)
- Hyalonema sieboldi Grau, 1835
- Talamancaheros sieboldii (Kner, 1863)

## Schriften
- Observationes de Salamandris et Tritonibus. 1828.
- Beiträge zur Naturgeschichte der Wirbellosen Thiere. Danzig 1839.
- Ueber die Band- und Blasenwürmer. 1854
- Wahre Parthenogenesis bei Schmetterlingen und Bienen. 1856.
- Die Süsswasserfische von Mitteleuropa. Engelmann, Leipzig 1863. Digitalisat und Volltext im Deutschen Textarchiv
- Beiträge zur Parthenogenesis der Arthropoden. 1871.
- mit Hermann Stannius: Lehrbuch der vergleichenden Anatomie der Wirbellosen Thiere, 2 Bände, Berlin 1846, 1848 (von Siebold ist der Band 1, Wirbellose Tiere).